# Výpust (systémová dynamika)
Výpust (řidčeji dřez, z anglického sink, nebo nora či propad) v systémové dynamice a teoretické ekologii označuje místo, do kterého ústí suroviny, materiály nebo energie. Do výpusti se tyto materiály, suroviny nebo energie dostávají po procesu jejich zpracování, spotřebovávání, ukládání, rozdělování nebo slučování s jinými. Tento proces se nazývá tok (surovin, materiálů, energií)…
Výpust můžeme chápat jako místo zániku těchto materiálů a surovin (v té podobě, v jaké sloužily když byly spotřebovávány), pochopitelně, tyto materiály zcela nezmizí - pouze se přemění na to, co nelze tímto způsobem spotřebovávat - takže místo místem zániku bychom měli výpust uvažovat za místo konečného určení surovin (materiálů, energií…). Materiály, suroviny a energie, které končí svou pouť ve výpusti, začínají v místě zvaném zřídlo.
Příklad: atmosféra je výpustí pro oxid uhličitý, vznikající při spalování uhlí.
Každá výpust má svoji kapacitu (v množství surovin/materiálů/energie za jednotku času) - ta nemůže být dlouhodobě překračována, jinak bude ohrožen celý tok materiálu a může dojít k překmitu.

## Modelování systémů
Ve fyzice, elektrotechnice a obecně v teorii systémů se pojmy zřídlo a nora používají v souvislosti s počátkem a koncem siločar, např. elektrostatického pole.